# Ђалошин
Ђалошин (пољ. Działoszyn) град је у Пољској у Војводству лођском. По подацима из 2012. године број становника у месту је био 6264.

## Становништво
| 2012. |
| ----- |
| 6.264 |